# Брюховецька (станиця)
Брюховецька — станиця в Краснодарському краї. Адміністративний центр і найбільший населений пункт Брюховецького району, Брюховецького сільського поселення. Населення — 22,0 тис. осіб (2002).

## Географія
Станиця розташована при впадінні річки Бейсужек Лівий в Бейсуг в степовій зоні, за 22 км на північ від Тимашевська. На протилежному (правому) боці Бейсуга розташована станиця Переясловська (8,4 тис. осіб). Станція Брюховецька на залізниці Тимашевськ — Старомінська.

## Історія
Брюховецьке курінне поселення — одне з перших 40, заснованих чорноморськими козаками в 1794 році. Назва походить від гетьмана Війська Запорозького Івана Брюховецького. У 1842 році селище почали називати станицею Брюховецькою.
Курінь (станиця) згадується у збірках документів, підготовлених Робертом Конквестом, для підтвердження геноцидної практики СССР на територіях, заселених українцями.